# Liste der Nummer-eins-R&B-Alben in den USA (2011)
Dies ist eine Liste der Nummer-eins-Alben in den von Billboard ermittelten Verkaufscharts für R&B- sowie Rap-Alben in den USA im Jahr 2011. In diesem Jahr erreichten vierundzwanzig R&B-Alben und achtzehn Rap-Alben Nummer-eins-Status.

## R&B-Alben (Top 75)
| ← 2010 ← | Liste der Nummer-eins-R&B-Alben in den USA | Liste der Nummer-eins-R&B-Alben in den USA | Liste der Nummer-eins-R&B-Alben in den USA | 2012 →                    |
| \| Zeitraum \| Wo. ges. \| Interpret \| Titel \| Zusätzliche Informationen \| \| (Zeitraum, Wochen auf Platz eins, Interpret, Titel, zusätzliche Informationen) \| \| \| \| \| \| ------------------------------------------------------------------------------ \| -------- \| ------------------- \| ---------------------------------- \| ------------------------- \| \| 1. Januar 2011 – 14. Januar 2011 2 Wochen (insgesamt 2) \| 2 \| Michael Jackson \| Michael[1] \| – \| \| 15. Januar 2011 – 21. Januar 2011 1 Woche (insgesamt 14) \| 14 \| Eminem \| Recovery[2] \| – \| \| 22. Januar 2011 – 4. März 2011 6 Wochen (insgesamt 6) \| 6 \| Nicki Minaj \| Pink Friday[3] \| – \| \| 5. März 2011 – 18. März 2011 2 Wochen (insgesamt 16) \| 16 \| Eminem \| Recovery \| – \| \| 19. März 2011 – 25. März 2011 1 Woche (insgesamt 1) \| 1 \| Marsha Ambrosius \| Late Nights & Early Mornings[4] \| – \| \| 26. März 2011 – 8. April 2011 2 Wochen (insgesamt 2) \| 2 \| Lupe Fiasco \| Lasers[5] \| – \| \| 9. April 2011 – 15. April 2011 1 Woche (insgesamt 1) \| 1 \| Chris Brown \| F.A.M.E.[6] \| – \| \| 16. April 2011 – 6. Mai 2011 3 Wochen (insgesamt 3) \| 3 \| Wiz Khalifa \| Rolling Papers[7] \| – \| \| 7. Mai 2011 – 20. Mai 2011 2 Wochen (insgesamt 3) \| 3 \| Chris Brown \| F.A.M.E. \| – \| \| 21. Mai 2011 – 27. Mai 2011 1 Woche (insgesamt 1) \| 1 \| Beastie Boys \| Hot Sauce Committee Part Two[8] \| – \| \| 28. Mai 2011 – 3. Juni 2011 1 Woche (insgesamt 1) \| 1 \| Tyler, the Creator \| Goblin[9] \| – \| \| 4. Juni 2011 – 10. Juni 2011 1 Woche (insgesamt 1) \| 1 \| Beastie Boys \| Hot Sauce Committee Part Two \| – \| \| 11. Juni 2011 – 24. Juni 2011 2 Wochen (insgesamt 2) \| 2 \| Maybach Music Group \| Self Made Vol. 1[10] \| – \| \| 25. Juni 2011 – 1. Juli 2011 1 Woche (insgesamt 1) \| 1 \| Tech N9ne \| All 6's and 7's[11] \| – \| \| 2. Juli 2011 – 8. Juli 2011 1 Woche (insgesamt 1) \| 1 \| Bad Meets Evil \| Hell: The Sequel[12] \| – \| \| 9. Juli 2011 – 15. Juli 2011 1 Woche (insgesamt 1) \| 1 \| Jill Scott \| The Light of the Sun[13] \| – \| \| 16. Juli 2011 – 12. August 2011 4 Wochen (insgesamt 4) \| 4 \| Beyoncé \| 4[14] \| – \| \| 13. August 2011 – 19. August 2011 1 Woche (insgesamt 1) \| 1 \| Kelly Rowland \| Here I Am[15] \| – \| \| 20. August 2011 – 26. August 2011 1 Woche (insgesamt 5) \| 5 \| Beyoncé \| 4 \| – \| \| 27. August 2011 – 9. September 2011 2 Wochen (insgesamt 2) \| 2 \| Jay-Z & Kanye West \| Watch the Throne[16] \| – \| \| 10. September 2011 – 16. September 2011 1 Woche (insgesamt 1) \| 1 \| The Game \| The R.E.D. Album[17] \| – \| \| 17. September 2011 – 14. Oktober 2011 4 Wochen (insgesamt 4) \| 4 \| Lil Wayne \| Tha Carter IV[18] \| – \| \| 15. Oktober 2011 – 28. Oktober 2011 2 Wochen (insgesamt 2) \| 2 \| J. Cole \| Cole World: The Sideline Story[19] \| – \| \| 29. Oktober 2011 – 18. November 2011 3 Wochen (insgesamt 7) \| 7 \| Lil Wayne \| Tha Carter IV \| – \| \| 19. November 2011 – 25. November 2011 1 Woche (insgesamt 1) \| 1 \| Wale \| Ambition[20] \| – \| \| 26. November 2011 – 2. Dezember 2011 1 Woche (insgesamt 1) \| 1 \| Mac Miller \| Blue Slide Park[21] \| – \| \| 3. Dezember 2011 – 9. Dezember 2011 1 Woche (insgesamt 1) \| 1 \| Drake \| Take Care[22] \| – \| \| 10. Dezember 2011 – 16. Dezember 2011 1 Woche (insgesamt 1) \| 1 \| Rihanna \| Talk That Talk[23] \| – \| \| 17. Dezember 2011 – 23. Dezember 2011 1 Woche (insgesamt 2) \| 2 \| Drake \| Take Care \| – \| \| 24. Dezember 2011 – 30. Dezember 2011 1 Woche (insgesamt 1) \| 1 \| Amy Winehouse \| Lioness: Hidden Treasures[24] \| – \| |                                            |                                            |                                            |                           |
| ← 2010 |                                            |                                            |                                            | → 2012 →                  |
| Zeitraum | Wo. ges.                                   | Interpret                                  | Titel                                      | Zusätzliche Informationen |
| (Zeitraum, Wochen auf Platz eins, Interpret, Titel, zusätzliche Informationen) |                                            |                                            |                                            |                           |
| 1. Januar 2011 – 14. Januar 2011 2 Wochen (insgesamt 2) | 2                                          | Michael Jackson                            | Michael                                    | –                         |
| 15. Januar 2011 – 21. Januar 2011 1 Woche (insgesamt 14) | 14                                         | Eminem                                     | Recovery                                   | –                         |
| 22. Januar 2011 – 4. März 2011 6 Wochen (insgesamt 6) | 6                                          | Nicki Minaj                                | Pink Friday                                | –                         |
| 5. März 2011 – 18. März 2011 2 Wochen (insgesamt 16) | 16                                         | Eminem                                     | Recovery                                   | –                         |
| 19. März 2011 – 25. März 2011 1 Woche (insgesamt 1) | 1                                          | Marsha Ambrosius                           | Late Nights & Early Mornings               | –                         |
| 26. März 2011 – 8. April 2011 2 Wochen (insgesamt 2) | 2                                          | Lupe Fiasco                                | Lasers                                     | –                         |
| 9. April 2011 – 15. April 2011 1 Woche (insgesamt 1) | 1                                          | Chris Brown                                | F.A.M.E.                                   | –                         |
| 16. April 2011 – 6. Mai 2011 3 Wochen (insgesamt 3) | 3                                          | Wiz Khalifa                                | Rolling Papers                             | –                         |
| 7. Mai 2011 – 20. Mai 2011 2 Wochen (insgesamt 3) | 3                                          | Chris Brown                                | F.A.M.E.                                   | –                         |
| 21. Mai 2011 – 27. Mai 2011 1 Woche (insgesamt 1) | 1                                          | Beastie Boys                               | Hot Sauce Committee Part Two               | –                         |
| 28. Mai 2011 – 3. Juni 2011 1 Woche (insgesamt 1) | 1                                          | Tyler, the Creator                         | Goblin                                     | –                         |
| 4. Juni 2011 – 10. Juni 2011 1 Woche (insgesamt 1) | 1                                          | Beastie Boys                               | Hot Sauce Committee Part Two               | –                         |
| 11. Juni 2011 – 24. Juni 2011 2 Wochen (insgesamt 2) | 2                                          | Maybach Music Group                        | Self Made Vol. 1                           | –                         |
| 25. Juni 2011 – 1. Juli 2011 1 Woche (insgesamt 1) | 1                                          | Tech N9ne                                  | All 6's and 7's                            | –                         |
| 2. Juli 2011 – 8. Juli 2011 1 Woche (insgesamt 1) | 1                                          | Bad Meets Evil                             | Hell: The Sequel                           | –                         |
| 9. Juli 2011 – 15. Juli 2011 1 Woche (insgesamt 1) | 1                                          | Jill Scott                                 | The Light of the Sun                       | –                         |
| 16. Juli 2011 – 12. August 2011 4 Wochen (insgesamt 4) | 4                                          | Beyoncé                                    | 4                                          | –                         |
| 13. August 2011 – 19. August 2011 1 Woche (insgesamt 1) | 1                                          | Kelly Rowland                              | Here I Am                                  | –                         |
| 20. August 2011 – 26. August 2011 1 Woche (insgesamt 5) | 5                                          | Beyoncé                                    | 4                                          | –                         |
| 27. August 2011 – 9. September 2011 2 Wochen (insgesamt 2) | 2                                          | Jay-Z & Kanye West                         | Watch the Throne                           | –                         |
| 10. September 2011 – 16. September 2011 1 Woche (insgesamt 1) | 1                                          | The Game                                   | The R.E.D. Album                           | –                         |
| 17. September 2011 – 14. Oktober 2011 4 Wochen (insgesamt 4) | 4                                          | Lil Wayne                                  | Tha Carter IV                              | –                         |
| 15. Oktober 2011 – 28. Oktober 2011 2 Wochen (insgesamt 2) | 2                                          | J. Cole                                    | Cole World: The Sideline Story             | –                         |
| 29. Oktober 2011 – 18. November 2011 3 Wochen (insgesamt 7) | 7                                          | Lil Wayne                                  | Tha Carter IV                              | –                         |
| 19. November 2011 – 25. November 2011 1 Woche (insgesamt 1) | 1                                          | Wale                                       | Ambition                                   | –                         |
| 26. November 2011 – 2. Dezember 2011 1 Woche (insgesamt 1) | 1                                          | Mac Miller                                 | Blue Slide Park                            | –                         |
| 3. Dezember 2011 – 9. Dezember 2011 1 Woche (insgesamt 1) | 1                                          | Drake                                      | Take Care                                  | –                         |
| 10. Dezember 2011 – 16. Dezember 2011 1 Woche (insgesamt 1) | 1                                          | Rihanna                                    | Talk That Talk                             | –                         |
| 17. Dezember 2011 – 23. Dezember 2011 1 Woche (insgesamt 2) | 2                                          | Drake                                      | Take Care                                  | –                         |
| 24. Dezember 2011 – 30. Dezember 2011 1 Woche (insgesamt 1) | 1                                          | Amy Winehouse                              | Lioness: Hidden Treasures                  | –                         |

## Rap-Alben (Top 25)
| ← 2010 ← | Liste der Nummer-eins-R&B-Alben in den USA | Liste der Nummer-eins-R&B-Alben in den USA | Liste der Nummer-eins-R&B-Alben in den USA | 2012 →                    |
| \| Zeitraum \| Wo. ges. \| Interpret \| Titel \| Zusätzliche Informationen \| \| (Zeitraum, Wochen auf Platz eins, Interpret, Titel, zusätzliche Informationen) \| \| \| \| \| \| ------------------------------------------------------------------------------ \| -------- \| ------------------- \| ------------------------------ \| ------------------------- \| \| 1. Januar 2011 – 7. Januar 2011 1 Woche (insgesamt 1) \| 1 \| Nicki Minaj \| Pink Friday \| – \| \| 8. Januar 2011 – 21. Januar 2011 2 Wochen (insgesamt 17) \| 17 \| Eminem \| Recovery \| – \| \| 22. Januar 2011 – 4. März 2011 6 Wochen (insgesamt 7) \| 7 \| Nicki Minaj \| Pink Friday \| – \| \| 5. März 2011 – 18. März 2011 2 Wochen (insgesamt 19) \| 19 \| Eminem \| Recovery \| – \| \| 19. März 2011 – 25. März 2011 1 Woche (insgesamt 8) \| 8 \| Nicki Minaj \| Pink Friday \| – \| \| 26. März 2011 – 15. April 2011 3 Wochen (insgesamt 3) \| 3 \| Lupe Fiasco \| Lasers \| – \| \| 16. April 2011 – 20. Mai 2011 5 Wochen (insgesamt 5) \| 5 \| Wiz Khalifa \| Rolling Papers \| – \| \| 21. Mai 2011 – 27. Mai 2011 1 Woche (insgesamt 1) \| 1 \| Beastie Boys \| Hot Sauce Committee Part Two \| – \| \| 28. Mai 2011 – 3. Juni 2011 1 Woche (insgesamt 1) \| 1 \| The Lonely Island \| Turtleneck & Chain[25] \| – \| \| 4. Juni 2011 – 10. Juni 2011 1 Woche (insgesamt 2) \| 2 \| Beastie Boys \| Hot Sauce Committee Part Two \| – \| \| 11. Juni 2011 – 24. Juni 2011 2 Wochen (insgesamt 2) \| 2 \| Maybach Music Group \| Self Made Vol. 1 \| – \| \| 25. Juni 2011 – 1. Juli 2011 1 Woche (insgesamt 1) \| 1 \| Tech N9ne \| All 6's and 7's \| – \| \| 2. Juli 2011 – 15. Juli 2011 2 Wochen (insgesamt 2) \| 2 \| Bad Meets Evil \| Hell: The Sequel \| – \| \| 16. Juli 2011 – 22. Juli 2011 1 Woche (insgesamt 1) \| 1 \| Big Sean \| Finally Famous[26] \| – \| \| 23. Juli 2011 – 5. August 2011 2 Wochen (insgesamt 4) \| 4 \| Bad Meets Evil \| Hell: The Sequel \| – \| \| 6. August 2011 – 12. August 2011 1 Woche (insgesamt 1) \| 1 \| DJ Khaled \| We the Best Forever[27] \| – \| \| 13. August 2011 – 26. August 2011 2 Wochen (insgesamt 6) \| 6 \| Bad Meets Evil \| Hell: The Sequel \| – \| \| 27. August 2011 – 9. September 2011 2 Wochen (insgesamt 2) \| 2 \| Jay-Z & Kanye West \| Watch the Throne \| – \| \| 10. September 2011 – 16. September 2011 1 Woche (insgesamt 1) \| 1 \| The Game \| The R.E.D. Album \| – \| \| 17. September 2011 – 14. Oktober 2011 4 Wochen (insgesamt 4) \| 4 \| Lil Wayne \| Tha Carter IV \| – \| \| 15. Oktober 2011 – 28. Oktober 2011 2 Wochen (insgesamt 2) \| 2 \| J. Cole \| Cole World: The Sideline Story \| – \| \| 29. Oktober 2011 – 18. November 2011 3 Wochen (insgesamt 7) \| 7 \| Lil Wayne \| Tha Carter IV \| – \| \| 19. November 2011 – 25. November 2011 1 Woche (insgesamt 1) \| 1 \| Wale \| Ambition \| – \| \| 26. November 2011 – 2. Dezember 2011 1 Woche (insgesamt 1) \| 1 \| Mac Miller \| Blue Slide Park \| – \| \| 3. Dezember 2011 – 30. Dezember 2011 4 Wochen (insgesamt 4) \| 4 \| Drake \| Take Care \| – \| |                                            |                                            |                                            |                           |
| ← 2010 |                                            |                                            |                                            | → 2012 →                  |
| Zeitraum | Wo. ges.                                   | Interpret                                  | Titel                                      | Zusätzliche Informationen |
| (Zeitraum, Wochen auf Platz eins, Interpret, Titel, zusätzliche Informationen) |                                            |                                            |                                            |                           |
| 1. Januar 2011 – 7. Januar 2011 1 Woche (insgesamt 1) | 1                                          | Nicki Minaj                                | Pink Friday                                | –                         |
| 8. Januar 2011 – 21. Januar 2011 2 Wochen (insgesamt 17) | 17                                         | Eminem                                     | Recovery                                   | –                         |
| 22. Januar 2011 – 4. März 2011 6 Wochen (insgesamt 7) | 7                                          | Nicki Minaj                                | Pink Friday                                | –                         |
| 5. März 2011 – 18. März 2011 2 Wochen (insgesamt 19) | 19                                         | Eminem                                     | Recovery                                   | –                         |
| 19. März 2011 – 25. März 2011 1 Woche (insgesamt 8) | 8                                          | Nicki Minaj                                | Pink Friday                                | –                         |
| 26. März 2011 – 15. April 2011 3 Wochen (insgesamt 3) | 3                                          | Lupe Fiasco                                | Lasers                                     | –                         |
| 16. April 2011 – 20. Mai 2011 5 Wochen (insgesamt 5) | 5                                          | Wiz Khalifa                                | Rolling Papers                             | –                         |
| 21. Mai 2011 – 27. Mai 2011 1 Woche (insgesamt 1) | 1                                          | Beastie Boys                               | Hot Sauce Committee Part Two               | –                         |
| 28. Mai 2011 – 3. Juni 2011 1 Woche (insgesamt 1) | 1                                          | The Lonely Island                          | Turtleneck & Chain                         | –                         |
| 4. Juni 2011 – 10. Juni 2011 1 Woche (insgesamt 2) | 2                                          | Beastie Boys                               | Hot Sauce Committee Part Two               | –                         |
| 11. Juni 2011 – 24. Juni 2011 2 Wochen (insgesamt 2) | 2                                          | Maybach Music Group                        | Self Made Vol. 1                           | –                         |
| 25. Juni 2011 – 1. Juli 2011 1 Woche (insgesamt 1) | 1                                          | Tech N9ne                                  | All 6's and 7's                            | –                         |
| 2. Juli 2011 – 15. Juli 2011 2 Wochen (insgesamt 2) | 2                                          | Bad Meets Evil                             | Hell: The Sequel                           | –                         |
| 16. Juli 2011 – 22. Juli 2011 1 Woche (insgesamt 1) | 1                                          | Big Sean                                   | Finally Famous                             | –                         |
| 23. Juli 2011 – 5. August 2011 2 Wochen (insgesamt 4) | 4                                          | Bad Meets Evil                             | Hell: The Sequel                           | –                         |
| 6. August 2011 – 12. August 2011 1 Woche (insgesamt 1) | 1                                          | DJ Khaled                                  | We the Best Forever                        | –                         |
| 13. August 2011 – 26. August 2011 2 Wochen (insgesamt 6) | 6                                          | Bad Meets Evil                             | Hell: The Sequel                           | –                         |
| 27. August 2011 – 9. September 2011 2 Wochen (insgesamt 2) | 2                                          | Jay-Z & Kanye West                         | Watch the Throne                           | –                         |
| 10. September 2011 – 16. September 2011 1 Woche (insgesamt 1) | 1                                          | The Game                                   | The R.E.D. Album                           | –                         |
| 17. September 2011 – 14. Oktober 2011 4 Wochen (insgesamt 4) | 4                                          | Lil Wayne                                  | Tha Carter IV                              | –                         |
| 15. Oktober 2011 – 28. Oktober 2011 2 Wochen (insgesamt 2) | 2                                          | J. Cole                                    | Cole World: The Sideline Story             | –                         |
| 29. Oktober 2011 – 18. November 2011 3 Wochen (insgesamt 7) | 7                                          | Lil Wayne                                  | Tha Carter IV                              | –                         |
| 19. November 2011 – 25. November 2011 1 Woche (insgesamt 1) | 1                                          | Wale                                       | Ambition                                   | –                         |
| 26. November 2011 – 2. Dezember 2011 1 Woche (insgesamt 1) | 1                                          | Mac Miller                                 | Blue Slide Park                            | –                         |
| 3. Dezember 2011 – 30. Dezember 2011 4 Wochen (insgesamt 4) | 4                                          | Drake                                      | Take Care                                  | –                         |